# Hydrellia tenebricosa
Hydrellia tenebricosa är en tvåvingeart som beskrevs av Collin 1939. Hydrellia tenebricosa ingår i släktet Hydrellia och familjen vattenflugor. Inga underarter finns listade i Catalogue of Life.